# Dodávky zbraní z Československa do Izraele v letech 1947–1949

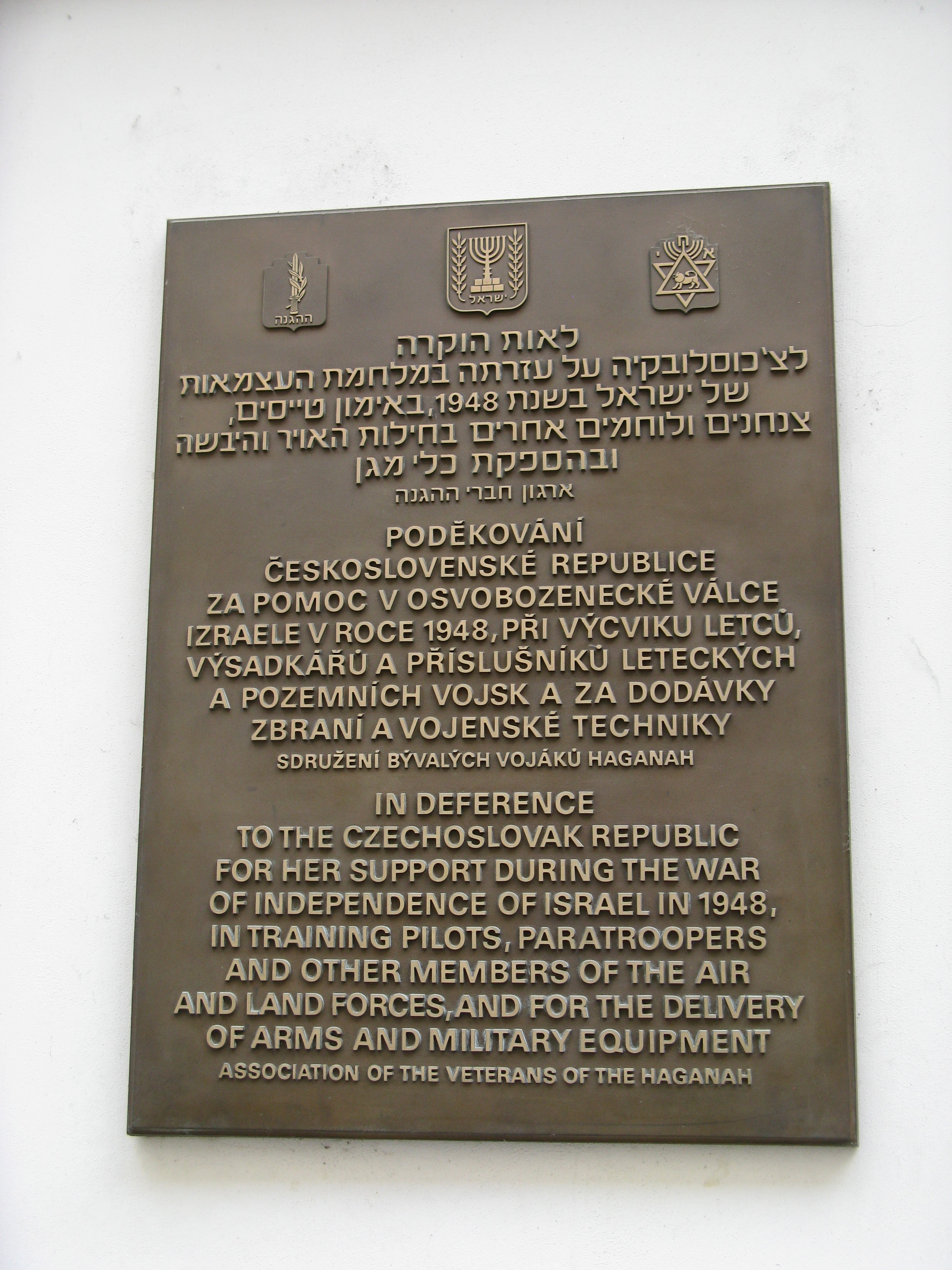
Pamětní deska na pomoc Československa Izraeli v první arabsko-izraelské válce

Dodávky zbraní z Československa do Izraele v letech 1947–1949 byly dodávky zbraní, realizované mezi červnem 1947 a 31. říjnem 1949. Organizace Židovská agentura (která byla Brity považována za oficiální zastoupení Židů v Palestině a později z ní vznikla vláda státu Izrael) uskutečnila několik nákupů zbraní v Československu, z nichž některé byly zbraně bývalé německé armády, které byly vyrobené za protektorátu a pak zkonfiskovány na území republiky, ale některé byly i nově vyrobené v poválečném období. Tato operace nazvaná Balak měla pašerácký charakter, aby bylo možné obejít embargo na dovoz zbraní do izraelských sídel (zmiňované embargo vzniklo ještě před vznikem Izraele jako takového). Československým partnerem bylo oddělení Ministerstva národní obrany s názvem „sekretariát D“ pod velením generála Jana Heřmana (1889–1972). Zmocněncům MNO pro tuto akci se v srpnu 1948 stal pplk. Stanislav Palla z 5. oddělení hlavního štábu. Souhlas k použití letiště Žatec byl vydán státním tajemníkem a později ministrem zahraničních věcí Vladimírem Clementisem.

## Kontrakt a dodávky
Jedna z prvních velkých smluv byla podepsána 14. ledna 1948 ministrem zahraničí Janem Masarykem a zahrnovala 200 kulometů MG 34, 4500 pušek P 18 a 50 400 000 nábojů. Dodávky z Československa (zejména letadel) se ukázaly jako velmi důležité pro vytvoření státu Izrael. Do Izraele se dokonce dostaly i dodávky, které si v Československu objednala Sýrie, a to díky židovské organizaci Hagana.

### Dodávky pro pěchotu
Celkové dodávky potvrzené do října 1948:

#### Pěchotní zbraně
- 34 500 pušek P 18
- 5 515 kulometů MG 34 s 10 000 nábojovými pásy
- 10 000 bajonetů vz. 24
- 900 těžkých kulometů vz. 37
- 500 pistolí vz. 27

- 12 samopalů ZK 383
- 10 poloautomatických pušek ZK 420
- 500 lehkých kulometů vz. 26 (odeslané, ale dodání nebylo potvrzeno z českých zdrojů)

#### Střelivo
- 91 500 000 nábojů 7,92 x 57 mm
- 15 000 000 nábojů 9 mm Parabellum
- 375 000 13mm nábojů pro MG 131
- 150 000 20mm nábojů pro MG 151
- 375 000 nábojů 7,65 mm Browning pro pistoli vz. 27

### Letadla
- 25 stíhaček Avia S-199 (poválečná verze německých stíhaček Luftwaffe Messerschmitt Bf 109 – krycí jméno Etzioni nebo Zebra v Izraeli)[3]
- 61 stíhaček Supermarine Spitfire Mk. IX E (s výzbrojí: dva 20 mm kanóny a dva 12,7 mm kulomety)

Dodávky letadel začaly 20. května 1948 a byly realizovány z českého letiště nedaleko Žatce. V československé armádě byly známy pod krycím jménem Akce Žatec.
Některé dodávky byly provedeny až po zastavení nepřátelských akcí proti Izraeli.[zdroj⁠?!] Pouze osmnáct stíhaček Spitfire dosáhlo Izraele před koncem války roku 1948 přímým letem z Československa: operace Velveta 1 v září (6 letadel) a Velveta 2 v prosinci 1948 (12 letadel), obě operace s čerpací zastávkou v Jugoslávii. Během operace Velveta 2 byly stíhačky Spitfire pomalovány jako stroje letectva Jugoslávie a letěly z Kunovic do Nikšić. Zbytek byl přepravován v bednách, které byly oficiálně deklarovány jako železný šrot, spolu s 12 motory Rolls-Royce Merlin 66. Tyto dodávky trvaly až do konce dubna 1950. Tři letadla z první vlny kvůli špatné navigaci zabloudila, v Řecku byla donucena přistát a byla internována. USA se dozvěděly o dodávce letadel a na půdě OSN požadovaly její zrušení, což se nestalo, avšak letadla měla mezipřistání na jugoslávském letišti Nikšić.

## Ostatní vojenská spolupráce
Československo také vyškolilo 81 pilotů a 69 pozemních specialistů. Později se mnozí z nich stali součástí první stíhací jednotky izraelských vzdušných sil. Na půdě Československa byla školena od 20. srpna 1948 do 4. listopadu 1948  skupina židovských dobrovolníků v počtu 1 335 mužů a žen. Školení letců probíhalo u leteckého pluku 5 v Českých Budějovicích, v Letecké vojenské akademii v Hradci Králové a v Leteckém učilišti v Prostějově. Výcvik pozemního personálu ve Vojenské odborné škole v Liberci, spojařů ve škole v Chrudimi, parašutistů v učilišti ve Stráži pod Ralskem a tankistů v tankovém učilišti v Dědicích u Vyškova. Od 20. srpna 1948 byla dokonce ve vojenském výcvikovém táboře Libavá organizována izraelská vojenská brigáda (velitel mjr. Antonín Sochor). V Československu vyškolené pozemní síly se války v roce 1948 nezúčastnily, byly ale nasazeny počátkem roku 1949. Československé kódové označení pro výcvik byl DI (zkratka z „Důvěrné Izrael“).

## Konec spolupráce a důsledky
Jak uvádí dokument Srdce armády v části Únor 1948, vojenská pomoc Státu Izrael, „od konce roku 1948 spolupráce s Izraelem z politických důvodů postupně stagnovala, až byla na přelomu let 1949–1950 definitivně ukončena. Důstojníci hlavního štábu, kteří se na ní podíleli, byli z armády propuštěni, případně přeřazeni na podřadné funkce.“
Poté, co Stalin změnil kurz na Blízkém východě proti Izraeli, československý komunistický režim se pokusil distancovat od dodávek zbraní (což se však stalo s dřívějším sovětským souhlasem a povzbuzením). Zdá se, že proces se Slánským směřoval mimo jiné i na ty československé komunistické funkcionáře, kteří byli zapleteni do zbrojních obchodů s Izraelem.
Celkem za zbraně bylo ve formě věcného plnění izraelskou stranou vyplaceno 12 198 844 amerických dolarů, což představovalo asi třetinu příjmů Československa v cizí měně.
| „                                                                                 | České zbrojovky zachránily stát Izrael, a bez těchto zbraní bychom nepřežili | “ |
| — David Ben-Gurion (předseda Židovské agentury, později předseda izraelské vlády) |                                                                              |   |